# Schizothyrella quercina
Schizothyrella quercina är en svampart som först beskrevs av Marie Anne Libert, och fick sitt nu gällande namn av Thüm. 1880. Schizothyrella quercina ingår i släktet Schizothyrella, divisionen sporsäcksvampar och riket svampar.   Inga underarter finns listade i Catalogue of Life.